# Каземи, Мохаммад
Мохаммад Каземи (перс. محمد کاظمی‎; 11 июля 1961 — 15 июня 2025, Тегеран) — офицер иранской разведки, бригадный генерал Корпуса стражей исламской революции (КСИР). Занимал пост командующего разведывательной организацией КСИР с 2022 года до своей смерти в 2025 году, когда он был убит во время израильских ударов по Ирану.

## Биография
Родился 11 июля 1961 года.
Каземи занимал пост главы Организации по защите разведки Корпуса стражей исламской революции (КСИР), контрразведывательного агентства, по крайней мере с 2013 года.
В июне 2022 года он был назначен начальником разведки, сменив Хоссейна Таеба. Звание — бригадный генерал.
Согласно базе данных Spreading Justice, будучи главой разведки, Каземи «нес прямую ответственность за нарушения прав человека в отношении всех граждан Ирана различных национальностей, религий, ориентаций, профессий и политических взглядов».
Каземи был подвергнут санкциям со стороны Соединённого Королевства в октябре 2024 года вместе с другими деятелями иранского правительства.

### Смерть
Каземи и его заместитель Хассан Мохагех были убиты 15 июня 2025 года во время израильских ударов по Ирану. О его смерти сообщил премьер-министр Израиля Биньямин Нетаньяху, а позднее информацию подтвердило иранское информационное агентство Tasnim. Ранее в иранских СМИ сообщалось, что Каземи и Мохагех оказались под завалами после авиаудара по зданию разведывательной организации КСИР в Тегеране.